# Andreia Norton
Pour les articles homonymes, voir Norton.
Andreia Alexandra Norton est née le 15 août 1996, à Ovar, est une footballeuse internationale portugaise qui évolue au poste d'Attaquante. Elle joue pour le club portugais du Benfica Lisbonne. Elle est la fille du footballeur brésilien, Valdecir Ribeiro da Silva, connu sous le surnom de "Pingo", qu'elle n'a jamais rencontré.

## Biographie
Née à Ovar, dans le nord-ouest du Portugal, le 15 août 1996, elle commence à jouer au football vers l'âge de deux ans. Puis à 7 ans, en 2003, avec le CD Furadouro, où elle est la seule fille de l'équipe. Elle débute en tant que défenseure, puis milieu du terrain et s'est finalement attaquante. Elle y séjourne jusqu’à ses 13 ans, elle se retrouve dans l'obligation de quitter le club parce que les règles du football portugaise interdisent les équipes mixtes âgées de plus de 12 ans. Au cours de la saison 2009-2010, elle change pour l'UD Oliveirense qui fait alors partie des équipes participant au Nacional Feminino. En raison de son jeune âge, elle ne joue que quelques matches, et marque même un but contre le Leixões SC. Puis de 2010 à 2013, elle joue sous les couleurs du Futebol Clube Cesarense, avec qui elle remporte le Championnat du Portugal de 2e division ainsi que la Coupe de l'AF Aveiro. Au cours des deux saisons suivantes, elle joue au Clube de Albergaria, arrivant jusqu'en finale de la Coupe du Portugal 2014-15, et étant élue par deux fois meilleure joueuse de la ligue portugaise.
À 19 ans, elle s'installe en Espagne, au sein du prestigieux FC Barcelone, malheureusement à cause d'une blessure au genou  contractée alors qu'elle était encore joueuse du Clube de Albergaria. Ce qui l'oblige à subir une opération à deux reprises. À la suite de ces dernières elle ne joue aucun match sous les couleurs catalanes.
De retour au Portugal, au SC Braga en 2016, elle y reste 2 saisons, disputant 43 matches et marquant 20 buts, devenant double Vice-championne du Championnat du Portugal, double finaliste de la Coupe du Portugal et finaliste de la Supercoupe du Portugal. Terminant à chaque fois derrière le Sporting CP.
En 2018, elle quitte à nouveau le Portugal et s'en va jouer en Allemagne, au SC Sand, débutant le 23 septembre. Elle y dispute une saison,  réalisant 12 rencontres. À l'été 2019, elle change encore de pays en signant avec les Italiennes de l'Inter Milan.

## Statistiques

### En club
| Saison                | Club                  | Championnat               | Championnat | Championnat | Coupe(s) nationale(s) | Coupe(s) nationale(s) | Compétition(s) continentale(s) | Compétition(s) continentale(s) | Compétition(s) continentale(s) | Sélection | Sélection | Sélection | Total | Total |
| Saison                | Club                  | Division                  | M.          | B.          | M.                    | B.                    | Comp.                          | M.                             | B.                             | Équipe    | M.        | B.        | M.    | B.    |
| 2009-2010             | UD Oliveirense        | Nacional Feminino         | 5           | 1           | -                     | -                     | -                              | 0                              | 0                              | -         | 0         | 0         | 5     | 1     |
| Sous-total            | Sous-total            | Sous-total                | 5           | 1           | -                     | -                     | -                              | 0                              | 0                              | -         | 0         | 0         | 5     | 1     |
| 2010-2011             | FC Cesarense          | Taça de Promoção Feminina | -           | -           | -                     | -                     | -                              | 0                              | 0                              | -         | 0         | 0         | 0     | 0     |
| 2011-2012             | FC Cesarense          | Promoção Feminina         | -           | -           | -                     | -                     | -                              | 0                              | 0                              | U19       | 3         | 1         | 3     | 1     |
| 2012-2013             | FC Cesarense          | Nacional Feminino         | 11          | 12          | 0                     | 0                     | -                              | 0                              | 0                              | U19       | 8         | 0         | 19    | 12    |
| 2013-2014             | FC Cesarense          | Nacional Feminino         | -           | -           | -                     | -                     | -                              | 0                              | 0                              | -         | 0         | 0         | 0     | 0     |
| Sous-total            | Sous-total            | Sous-total                | 11          | 12          | -                     | -                     | -                              | 0                              | 0                              |           | 11        | 1         | 22    | 13    |
| 2013-2014             | Clube de Albergaria   | Nacional Feminino         | 1           | 1           | -                     | -                     | -                              | 0                              | 0                              | -         | 0         | 0         | 1     | 1     |
| 2014-2015             | Clube de Albergaria   | Nacional Feminino         | -           | -           | -                     | -                     | -                              | 0                              | 0                              | U19       | 3         | 0         | 3     | 0     |
| Sous-total            | Sous-total            | Sous-total                | 1           | 1           | -                     | -                     | -                              | -                              | -                              |           | 3         | 0         | 4     | 1     |
| 2015-2016             | FC Barcelone          | Primera División Femenina | 0           | 0           | 0                     | 0                     | -                              | 0                              | 0                              | -         | 0         | 0         | 0     | 0     |
| Sous-total            | Sous-total            | Sous-total                | 0           | 0           | 0                     | 0                     | -                              | 0                              | 0                              | -         | 0         | 0         | 0     | 0     |
| 2016-2017             | SC Braga              | Liga Allianz              | 12          | 1           | 3                     | 0                     | -                              | 0                              | 0                              | A         | 4         | 1         | 19    | 2     |
| 2017-2018             | SC Braga              | Liga Allianz              | 21          | 16          | 7                     | 3                     | -                              | 0                              | 0                              | A         | 14        | 2         | 42    | 21    |
| Sous-total            | Sous-total            | Sous-total                | 33          | 17          | 10                    | 3                     | -                              | -                              | -                              | -         | 18        | 3         | 61    | 23    |
| 2018-2019             | SC Sand               | 1.Frauen-Bundesliga       | 11          | 0           | 1                     | 0                     | -                              | 0                              | 0                              | -         | 0         | 0         | 12    | 0     |
| Sous-total            | Sous-total            | Sous-total                | 11          | 0           | 1                     | 0                     | -                              | -                              | -                              | A         | 14        | 1         | 26    | 1     |
| 2019-2020             | Inter Milan           | Serie A                   | 5           | 0           | -                     | -                     | -                              | 0                              | 0                              | A         | 5         | 0         | 10    | 0     |
| Sous-total            | Sous-total            | Sous-total                | 5           | 0           | -                     | -                     | -                              | -                              | -                              | -         | 5         | 0         | 10    | 0     |
| 2019-2020             | SC Braga              | Liga Allianz              | 1           | 1           | 2                     | 1                     | -                              | 0                              | 0                              | -         | -         | -         | 3     | 2     |
| Sous-total            | Sous-total            | Sous-total                | 1           | 1           | 2                     | 1                     | -                              | -                              | -                              | -         | 0         | 0         | 3     | 2     |
| Total sur la carrière | Total sur la carrière | Total sur la carrière     | 67          | 32          | 13                    | 4                     | -                              | 0                              | 0                              |           | 51        | 5         | 131   | 41    |

Statistiques actualisées le 25 avril 2020

### En sélection nationale
De 2012 à 2015, elle porte le maillots des U19 à 25 reprises, marquant 9 buts. Elle participe, avec le maillot des "Quinas" au championnat d'Europe 2012 en Turquie, où les lusitaniennes sont éliminées en demi-finale par l'Espagne. 
Elle fait ses débuts en équipe A, le 25 octobre 2016, où elle entre à la 78e minute à la place d'Ana Leite, lors du match retour des barrages comptant pour les éliminatoires du Championnat d'Europe de football féminin 2017, contre la Roumanie, elle marque, à la 105e minute, le but qui permet aux Lusitaniennes d'accéder pour la première fois à un tournoi continental. Le 6 juillet 2017, elle est convoquée par l'entraîneur Francisco Neto pour participer à l'Euro 2017, où elle ne joue aucune rencontre.
| Matches officiels de Ana Borges en sélections portugaises au 22 novembre 2019 | Matches officiels de Ana Borges en sélections portugaises au 22 novembre 2019 | Matches officiels de Ana Borges en sélections portugaises au 22 novembre 2019 | Matches officiels de Ana Borges en sélections portugaises au 22 novembre 2019 | Matches officiels de Ana Borges en sélections portugaises au 22 novembre 2019 |
| Club                                                                          | V.                                                                            | N.                                                                            | D.                                                                            | Buts                                                                          |
| ----------------------------------------------------------------------------- | ----------------------------------------------------------------------------- | ----------------------------------------------------------------------------- | ----------------------------------------------------------------------------- | ----------------------------------------------------------------------------- |
| Portugal U19 (25 matchs:40.32 %) (Incomplet)                                  | 8 (57.14 %)                                                                   | 2 (14.29 %)                                                                   | 4 (28.57 %)                                                                   | 9 (69.23 %)                                                                   |
| Portugal A (37 matchs:59.68 %)                                                | 16 (43.24 %)                                                                  | 10 (27.03 %)                                                                  | 11 (29.73 %)                                                                  | 4 (30.77 %)                                                                   |
| Total (Incomplet)                                                             | 24 (47.06 %)                                                                  | 12 (23.53 %)                                                                  | 15 (29.41 %)                                                                  | 13                                                                            |

## Palmarès

### Avec leFC Cesarense
- Vainqueur du Championnat du Portugal de 2e division : 1 fois — 2010-11
- Vainqueur de la Coupe de l'AF Aveiro : 1 fois — 2011-12
- Finaliste de la Coupe de l'AF Aveiro : 1 fois — 2012-13

### Avec leClube de Albergaria
- Finaliste de la Coupe du Portugal : 1 fois — 2014-15

### Avec leSC Braga
- Vice-championne du Championnat du Portugal : 2 fois — 2016-17 et 2017-18.
- Finaliste de la Coupe du Portugal : 2 fois — 2016-17 et 2017-18.
- Finaliste de la Supercoupe du Portugal : 1 fois — 2017-18.